# Collix
Collix är ett släkte av fjärilar. Collix ingår i familjen mätare.

## Dottertaxa tillCollix, i alfabetisk ordning[1]
- Collix adamata
- Collix anaxia
- Collix astathes
- Collix basicristata
- Collix blosyra
- Collix dichobathra
- Collix elongata
- Collix examplata
- Collix flavipuncta
- Collix foraminata
- Collix ghosha
- Collix griseipalpis
- Collix haploscelis
- Collix hypospilata
- Collix inaequata
- Collix infecta
- Collix lasiospila
- Collix leuciota
- Collix mayri
- Collix mesopoia
- Collix multifilata
- Collix muscosata
- Collix oblitera
- Collix olivia
- Collix patricia
- Collix phaeochiton
- Collix praetenta
- Collix promulgata
- Collix psephana
- Collix puncticulata
- Collix purpurilita
- Collix relocata
- Collix rhabdoneura
- Collix rufidorsata
- Collix rufipalpis
- Collix stellata
- Collix stenoplia
- Collix sticticata
- Collix subligata
- Collix suffusca